# Ulrich Thomsen
Ulrich Thomsen (Fionia; 6 de diciembre de 1963) es un actor y productor danés.

## Biografía
Thomsen nació en Fionia, Dinamarca, y se graduó en la Escuela Nacional Danesa de Teatro y Danza Contemporánea en 1993, luego de lo cual participó en diversas obras teatrales en Copenhague, tales como Dr. Dantes Aveny, Mungo Park y Østre Gasværks Teater.

## Carrera
Debutó en el cine en 1994 con la película Nattevagten (Nightwatch),
dirigida por Ole Bornedal. A partir de entonces participó en diversas películas, entre otras De største Helte, de Thomas Vinterberg (1996), Sekten, de Susanne Bier (1997) y Flickering Lights, de Anders Thomas Jensen (2000). 
El inicio de su fama se dio en 1998, con la película Festen, seguida de un rol importante en The World Is Not Enough, de la serie de películas de James Bond (1999), donde hizo de secuaz de Sasha Davidov. Ello estableció a Thomsen como actor internacional y le dio reconocimiento fuera de las fronteras de su país. También actuó en la película inglesa Killing Me Softly, consolidándose como actor europeo.

## Filmografía
- 1994:  Nattevagten
- 1996: De største helte
- 1997: Sekten
- 1998: Valgaften (Short movie)
- 1998: Festen (The Celebration)
- 1999: Dybt vand
- 1999: The World Is Not Enough
- 2000: The Weight of Water
- 2000: Flickering Lights (Blinkende lygter)
- 2001: The Zookeeper
- 2001: Bella Martha
- 2002: Max
- 2002: Killing Me Softly
- 2003: Arven
- 2004: Blueprint
- 2004: Brødre (Verdades ocultas)
- 2004: Sergeant Pepper
- 2005: Adam's Apples (película) (Adams æbler)
- 2005: Kingdom of Heaven
- 2005: Allegro
- 2005: The Virgin Queen
- 2006: The Rocket Post
- 2006: Sprængfarlig Bombe
- 2007: Opium
- 2007: Vikaren
- 2007: Hitman
- 2008: The Broken
- 2008: Reservations
- 2008: Fear Me Not
- 2009: Lulu and Jimi
- 2009: The International
- 2009: Duplicity
- 2009: Tell-Tale
- 2010: Centurion
- 2010: In a Better World
- 2011: Season of the Witch
- 2011: Fringe
- 2011: The Thing
- 2013-2016: Banshee
- 2015: Mortdecai
- 2016: The Blacklist
- 2026: Lanterns (serie de TV)